# Javier Calvo
Pour les articles homonymes, voir Calvo.
Javier Calvo Guirao (né le 21 janvier 1991 à Murcie) est un acteur espagnol. Il est principalement connu pour son interprétation de Frédéric « Fred » dans la série télévisée espagnole Physique ou Chimie.

## Carrière
Javier Calvo a commencé sa carrière au théâtre à l'âge de onze ans. Il apparaît en 2007 dans son premier film, Doctor Infierno, avant de décrocher l'un des rôles principaux dans la série télévisée espagnole Physique ou Chimie.
Dès 2008, il est donc l'un des acteurs majeurs de la série, où il interprète un jeune homme gay, Fernando « Fer » (rebaptisé Frédéric « Fred » pour la télévision française). En se concentrant sur des problèmes majeurs de l'adolescence tels que la dépendance aux médicaments, la drogue, l'anorexie ou encore l'orientation sexuelle, la série a suscité de nombreuses polémiques. À ce sujet, Javier Calvo affirme que les problèmes abordés dans la série « sont également présents dans la réalité ». Il a reçu des critiques élogieuses pour son premier rôle majeur,.

## Vie privée
Javier Calvo parle couramment l'espagnol et l'anglais. Il vit avec son compagnon Javier Ambrossi, également acteur.

## Filmographie

### Comme acteur

#### Cinéma
- 2008 : Doctor Infierno : Bombero Johnny
- 2010 : La viuda (court-métrage) : Carlos
- 2012 : Robots (court-métrage)
- 2013 : Niebla (court-métrage, post-production) : Edgar

#### Télévision
- 2008-2011 : Physique ou Chimie : Fernando Redondo, dit Fer (Frédéric « Fred » Redondo)
- 2009 : El enigma Giacomo : le concierge
- 2012-2013 : Are You App? : Samuel (cinq épisodes)
- 2013 : Los misterios de Laura : Guillermo Vasco (un épisode)

### Comme réalisateur
- 2017 : Holy Camp! (La llamada) coréalisé avec Javier Ambrossi
- 2020 : Veneno, coscénarisé avec Javier Ambrossi, avec Lola Rodríguez, inspiré par la biographie de La Veneno par Valeria Vegas[6].
- 2023 : La mesías, créé, scénarisé et réalisé avec Javier Ambrossi